# Sarobela litterata
Sarobela litterata är en fjärilsart som beskrevs av Arnold Pagenstecher 1888. Sarobela litterata ingår i släktet Sarobela och familjen nattflyn. Inga underarter finns listade.